# Cyprinodon beltrani
Cyprinodon beltrani је зракоперка из реда Cyprinodontiformes.

## Угроженост
Ова врста се сматра угроженом.

## Распрострањење
Ареал врсте је ограничен на једну државу. 
Мексико је једино познато природно станиште врсте.

## Станиште
Станиште врсте су слатководна подручја.